# Sophie Scholl
Sophia Magdalena Scholl, född 9 maj 1921 i Forchtenberg, död (avrättad) 22 februari 1943 i München, var en tysk student och motståndskämpe under andra världskriget. Hon var aktiv i motståndsgruppen Vita rosen som med fredliga medel bekämpade den nazistiska regimen. I februari 1943 dömdes hon tillsammans med sin bror Hans Scholl och vännen Christoph Probst till döden och avrättades genom giljotinering.

## Biografi
Scholl var dotter till borgmästaren i Forchtenberg, Robert Scholl (1891–1973), och dennes hustru Magdalene Müller (1881–1958). Vid 12 års ålder gick hon med i Bund Deutscher Mädel (BDM). År 1937 arresterades några släktingar och vänner till henne, vilket gjorde starkt intryck på henne. År 1942 kom hon in på universitetet i München där hon studerade biologi och filosofi. Hon deltog även aktivt i motståndsgruppen Vita rosen (Die weiße Rose). Den 18 februari 1943 avslöjades hon och hennes bror, när de spred regimfientliga flygblad i universitetets ljusgård. Vaktmästaren, SA-mannen Jakob Schmid, överlämnade dem till myndigheterna. Efter flera dagars förhör inför Kriminalobersekretär inom Gestapo, Robert Mohr (1897–1977), ställdes syskonen Scholl och Christoph Probst den 22 februari inför rätta med Roland Freisler som domare. De tre dömdes till döden för bland annat högförräderi och avrättades genom halshuggning senare samma dag, omkring klockan 17.00. Skarprättare var Johann Reichhart. Sophie Scholls sista ord inför rätten var:
| ” | Vad vi har skrivit det tycker ju ni alla andra också, ni har bara inte modet att säga det! | „ |

Sophie och Hans Scholls arbete i Vita rosen präglades av deras uppfostran i ett liberalt, kristet ämbetsmannahem. Kristet humanistiska och pacifistiska värden, som utgjorde grunden för deras arbete, formulerades i brev och flygblad. I sina brev till bland andra fästmannen Fritz Hartnagel (1917–2001) återger Sophie en ofta citerad devis från den franske katolske filosofen Jacques Maritain som grunden för sitt arbete: ”Il faut avoir l'esprit dur et le cœur tendre” ("Man måste ha en stark ande och ett ömsint  hjärta").
De flygblad, som delades ut för att väcka motstånd mot nazistregimen, i första hand inom de unga akademiska kretsarna i München, spreds efter Sophie och Hans Scholls död i flera tyska städer i miljonupplaga från allierade flygplan. 
Den tyska oviljan att göra upp med nazismen direkt efter krigsslutet gjorde att Scholl inte uppmärksammades förrän tjugo år senare, dvs sent sextiotal. Fred Breinersdorfer som gjorde filmen ”Sophie Scholl - de sista dagarna” berättar att Hans och Sophie Scholls föräldrar efter kriget blev utfrysta av byns invånare och blev kallade förrädare.
Sophie Scholls sista ord till Hans Scholl och Christoph Probst inför avrättningen var: 
| ” | Die Sonne scheint noch. | „ |

## Verk om Sophie Scholl
Den svenske författaren Sture Linnér, anknuten till Vita rosens arbete, har skrivit om syskonen Scholl i flera av sina böcker. Hermann Vinke skrev 1980 Sophie Scholls korta liv, som utkommit i flera upplagor. 
Sophie Scholls öde har bland annat skildrats i filmerna Den vita rosen (1982) och Sophie Scholl – De sista dagarna (2005).